# 安迪·卡罗尔
安德魯·湯馬士·"安迪"·卡路爾（英語：Andrew Thomas "Andy" Carroll，1989年1月6日—）出生於英格蘭泰恩-威爾郡的蓋茨黑德，是一名足球運動員，司職前鋒。現效力於英格蘭足球全國聯賽南球隊杜根咸。

## 生平

### 球會
早年
安迪·卡路爾於就讀的若瑟·史溫學校（Joseph Swan School）加入紐卡素青訓學院。2006年11月2日首次代表一隊在歐洲足協盃作客出戰，在下半場末段以後補身份上陣，當時年僅17歲另300日，成為紐卡素在歐洲比賽歷來最年輕的上陣球員。
2007年1月17日英格蘭足總盃第三圈重賽，紐卡素主場1-5慘敗給伯明翰城被淘汰，卡路爾於最後10分鐘獲派上場，作個人代表一隊在本土賽的處子登場。直到2月25日作客0-1負於韋根，他再次在比賽末段後補入替，首次在英超上陣。同年3月卡路爾贏得「我們的積奇·米爾般獎」（Wor Jackie Milburn Trophy），這獎項是頒予東北部每年的足球新星。4月他與球會續簽新約，留隊效力直到2011年。2006/07年球季卡路爾為一隊上陣7場，同時亦有為預備隊出賽，更以8球成為預備隊聯賽神射手。
7月29日卡路爾在主場友誼賽以2-0擊敗祖雲達斯中，以左腳射入首個代表一隊上陣的入球，賽後對方義大利國腳門將保方盛讚卡路爾，並預計他前途一片光明。
外借普雷斯頓
2007年8月14日安迪·卡路爾以外借身份加盟普雷斯頓6個月，並於同日英格蘭聯賽盃主場對莫克姆，在比賽末段後補首次上陣。9月19日聯賽作客對斯肯索普時因為報復而被球證出示紅牌驅逐離場。他終於在11月6日聯賽主場對莱斯特城射入加盟以來首個入球，亦是其外借期內唯一入球，他於2008年1月返回紐卡素，期間上陣12場，表現不過不失。
返回紐卡素
雖然诺里奇城及葉士域治曾表示有意借用，最終亦沒有成事，卡路爾在餘下半季只能繼續在預備隊上陣及在一隊後備席等待機會。球季結束後有傳剛降班英冠的打比郡有意羅致卡路爾。
2008年9月14日卡路爾因攻擊一名婦人而接受警察警誡。拆禮物日紐卡素作客火拚韋根，卡路爾下半場入替維杜卡後博得十二碼，由古費列射入追近成1-2落後，完場前卡路爾再在禁區內倒下，這次球證甸恩（Mike Dean）卻認為他「插水」而出示黃牌警告。2009年1月10日聯賽主場對韋斯咸，卡路爾頭槌頂入將紀錄扳平2-2，是他個人首個英超入球，亦避免球隊三連敗，賽後助理領隊基斯·曉頓（Chris Hughton）盛讚這名自家培訓的球員。卡路爾與素有積怨的尼索比亞在訓練場發生打鬥，領隊祖·堅尼亞（Joe Kinnear）不欲事件擴大而不追究兩人。1月28日作客對曼城，卡路爾雖然射入一球，球隊仍以1-2落敗而回。3月12日卡路爾簽署3年半新約，繼續留效直到2013年，同時他亦獲徵召入英格蘭U-20，備戰對義大利的友誼賽。4月11日他在護級大戰對史篤城於81分鐘頂入扳平1-1，為臨時領隊舒利亞取得上任後的第一分，但最終紐卡素仍然在聯賽煞科日確定降班英冠的命運，在頂級聯賽角逐16年後重返次級聯賽作賽。
2009年9月16日卡路爾在聯賽對黑池取得2009/10年球季首個入球，接應祖爾·巴頓傳中在遠柱頂入，他吸吮拇指慶祝，將入球獻給新生的女兒。而他於9月19日紐卡素主場3-1擊敗普利茅夫射入第二球。
2009年12月7日卡路爾因在夜總會打架後以涉嫌襲擊導致他人身體受傷遭警方拘留調查，稍後獲准保釋候查。有傳史篤城會於1月轉會窗引入卡路爾取代與領隊東尼·佩利斯發生爭執的，但紐卡素領隊克里斯·休顿澄清他為「非賣品」。
2010/11年球季紐卡素重返英超作賽，在上季表現出色的卡路爾獲發球隊的「9」號球衣，曾穿著的名宿包括積奇·米爾般（Jackie Milburn）、馬琴·麥當奴（Malcolm MacDonald）及阿倫·舒利亞。
利物浦
2011年1月31日轉會窗關閉前以破球會記錄的3,500萬英鎊轉投利物浦，簽約五年半，穿上離隊加盟車路士的費蘭度·托利斯遺下「9」號球衣。
2011年4月11日，利物浦主場對陣曼城卡路爾射入他在利物浦的處子入球兼且梅開二度，助球隊大勝3-0。而他在利物浦的第一個球季則於聯賽上陣7場，取得兩個入球，連同歐洲賽則總共上陣9場。而加上他在紐卡素的19次上陣，11個入球，則他全季聯賽上陣26場，攻入13球。
2011年10月1日，卡路爾在默西賽德郡打吡中攻入一球，助利物浦以2-0擊敗愛華頓，這球亦是他2011/12球季的第一個入球。到球季結束時卡路爾為利物浦上陣(聯賽及盃賽)47場，只入9球。由於身價與入球完全沒法成比例，已傳卡路爾可能被利物浦賣出或外借。2012年7月10日，利物浦新任領隊羅渣士明確對傳媒透露，如對球會及球員都有好處，他會將球員借出。
外借韋斯咸
2012/13年英超球季開始，卡路爾為利物浦上陣兩場聯賽後就被外借。2012年8月30日，卡路爾被外借在英超新升班球會韋斯咸至球季結束。2012年9月1日，首次代表韋斯咸上陣英超比賽主場對富咸比賽中中途受傷離場，要養傷四星期。2012年11月25日，卡路爾為韋斯咸上陣的第九場英超比賽作客對熱刺才為韋斯咸射入首個入球，但仍以3:1被打敗。
2013年5月21日，傳媒報導利物浦同意韋斯咸以1,500萬英鎊收購卡路爾。
2013年6月18日，卡路爾通過韋斯咸體能測檢。
正式加盟韋斯咸
2013年6月19日，卡路爾落實正式加盟韋斯咸，轉會費1,500萬英鎊為韋斯咸球會紀錄，簽約六年，另韋斯咸有選擇權可延長多兩年。
再度返回紐卡素
2019年8月,他約滿韋斯咸後再次重返紐卡素,簽約一年。
雷丁

### 國家隊
安迪·卡路爾有資格代表英格蘭或蘇格蘭在國際賽上陣。他於2007年9月11日首次代表英格蘭U-19出戰白俄羅斯，在開賽後僅15分鐘先拔頭籌，協助球隊大勝4-0。10月14日在備戰羅馬尼亞集訓期間，卡路爾、史葛·冼佳亞及比特蘭（Ryan Bertrand）因違反宵禁而被遣返所屬球會。
卡路爾於2009年8月5日首次獲徵召升上英格蘭U-21，8月11日作客友賽荷蘭首次以後補身份上陣。他並沒有入選其後兩場作客的2011年歐洲U-21足球錦標賽外圍賽。直到10月9日返回主場對馬其頓，卡路爾正選上陣，個人射入兩球兼有一個助攻，協助球隊大勝6-3。

## 榮譽
利物浦
- 英格蘭聯賽盃冠軍：2011/12年

## 外部連結
- Soccerway資料庫：安迪·卡罗尔
- 足球数据库：安德鲁·卡罗尔的球员统计数据
- 紐卡素官網簡歷
- BBC網站簡歷 （页面存档备份，存于）